# Michał Sawicki
Michał Sawicki (6 de agosto de 1909-25 de mayo de 1986) fue un deportista polaco que compitió en tiro con arco, en la modalidad de arco recurvo. Ganó tres medallas en el Campeonato Mundial de Tiro con Arco al Aire Libre, en los años 1931 y 1932.

## Palmarés internacional
| Campeonato Mundial al Aire Libre | Campeonato Mundial al Aire Libre | Campeonato Mundial al Aire Libre | Campeonato Mundial al Aire Libre |
| Año                              | Lugar                            | Medalla                          | Prueba                           |
| -------------------------------- | -------------------------------- | -------------------------------- | -------------------------------- |
| 1931                             | Lwów (Polonia)                   | Medalla de oro                   | Individual mixto                 |
| 1931                             | Lwów (Polonia)                   | Medalla de plata                 | Equipo mixto                     |
| 1932                             | Varsovia (Polonia)               | Medalla de oro                   | Equipo mixto                     |